# Коллекция убийств. Том 1
«Коллекция убийств. Том 1» (англ. Murder Collection V.1) — американский фильм-антология ужасов 2009 года, написанный и снятый Фредом Фогелем в соавторстве с Доном Муром, Шелби Фогелем и Джерами Крузом.

## Сюжет
В начале фильма объясняется, что в 1994 году появился веб-сериал под названием «Убийство», в котором транслировались кадры фактических смертей и актов насилия. Будучи активным в течение четырёх месяцев, «Убийство» было закрыто властями и конфисковано всё его содержимое, хотя хозяин веб-сайта — человек, известный только как Балан — избежал задержания. Теперь, спустя годы, Балан снова появился, чтобы поделиться ещё несколькими клипами, которые он раскопал, в то же время предлагая комментарий об одержимости людей смертью, о влиянии на них и о том, как новые СМИ сделали это доступным. Серия видео начинается с речи Балана, выражая сомнение: «Я спрашиваю вас всех… Почему вы смотрите? Вы пытаетесь найти реальность? Вы чувствуете необходимость быть в шоке? Засвидетельствовать то, чего человеческие глаза не должны видеть? Убийство — это реальность. Смерть приходит, когда вы меньше всего этого ожидаете. Тем, что вы собираетесь наблюдать, можете подвергнуть сомнению свою собственную целостность. Вы спросите, может ли это случиться со мной? Мой ответ вам… Да, возможно».
- Избиение: Пьяный русский мужчина случайно избивает своего несовершеннолетнего сына до смерти перед его веб-камерой.
- Ограбление: Система безопасности ресторана фиксирует ограбление, совершённое четырьмя боевиками, которые стреляют кассиру в голову и убегающему клиенту в спину.
- Обман: Перед стационарной камерой мужчина вспоминает о том, как он встретил свою жену, и обо всех хороших временах, которые они разделили, в то время как монитор на заднем плане показывает его жену, занимающуюся сексом с кем-то другим. Мужчина выходит из комнаты, и монитор показывает, как он натыкается на свою жену и её возлюбленного, зарубив бывшую насмерть топором, прежде чем вырезать её сердце, которое, как сказала однажды жена, всегда будет принадлежать ему.
- S&G: Камера безопасности на стоянке засняла двух человек, атакующих пару, избивая мужчину бейсбольной битой и похищая женщину.
- Бродвейский Роб: Извращённое домашнее видео педофила, который заставляет двух связанных мальчиков скотчем, одетых только в носки и нижнее бельё, танцевать с ним. Один из мальчиков пересиливает педофила, смертельно задушив и ударив его ножом. Они бегут, оставляя мёртвое тело позади.
- Казнь: Приглушённое чёрно-белое видео с видеокамеры группы в капюшонах и масках (возможно, культ или банда), казнящей мужчину через обезглавливание на глазах у женщины, над которой они издеваются с отрезанной головой перед тем, как застрелить её.
- Банкомат: На человека нападают и убивают в банкомате.
- Вскрытие: Японская видеозапись вскрытия женщины, которая была выстрелена в рот пулей, выходящей из верхней части её черепа. Коронер в конечном счёте выгоняет оператора из-за его непрофессиональных выходок и невнимательности.
- Затравленный: Трое пьяниц используют видеокамеру, чтобы записывать себя, уводят человека в лес под предлогом приобщения в их группу. Три хулигана и унижают мужчину, и во время драки один из них случайно натыкает его на нож, который держал другой. Трио паникует и пререкается, и камера отбрасывается, когда разразился спор, нужно ли им пойти за помощью.
- Возвращение домой: Камера безопасности здания записывает две фигуры, душащие человека.
- Выкуп: В изрядной серии видеороликов выкупа изображены трое мужчин, жестоко избивающих дочь сенатора, которая в конечном итоге умирает из-за тяжести травм.

После последнего клипа Балан выступает с заключительным заявлением: «Вы понимаете теперь, что это везде. Смерть бросает тень на все наши лица. Новые СМИ проливают свет на сырые расселины в леднике, показывая моральное разложение и сломанные события, которые лучше оставить за рамки приличия. Мурашки взрываются на моей коже с каждым клипом, который мы смотрим. Я чувствую это сейчас как никогда. Как вы себя чувствуете?»

## В ролях
- Начальные титры:
  - Мэри Шор в роли жертвы
- Избиение:
  - Дэниел В. Клейн в роли отца
  - Дэмиен А. Марускак в роли сына
- Ограбление:
  - Сонни Л. Шеннон в роли менеджера
  - Мэттью Плютко в роли повара
  - Шелби Лин Фогель в роли тендера
  - Шон Л. Джойс в роли спринтера
  - Ребекка Тронзо в роли Топаз
  - Эрик Шварцбауэр в роли Леона
  - Азиза в роли мадам Грин
  - Дон Мур в роли Г. А. Мура
  - Эйми Пик в роли Эйприл
  - Крис Кшисик в роли помощника бармена
  - Майк Дрисколл в роли джентльмена
  - Майкл Пакинда в роли PKC
  - Энтони Мэттьюз в роли PKC
  - Фред Фогель в роли PKC
  - Джерами Круз в роли PKC
- Обман:
  - Джейсон Шнебергер в роли Грега
  - Лекси Джейд в роли неверной жены
  - Скотт Берк в роли прелюбодея
- S&G:
  - Шелби Лин Фогель в роли себя
  - Джейсон Коллат в роли Майкла
  - Джим Коллат в роли себя
  - Энтони Мэттьюз в роли себя
- Бродвей Роб:
  - Том Смит в роли бродвейского Роба
  - Стив Шофилд в роли Шона
  - Тим Шофилд в роли Бена
- Казнь:
  - Джерами Круз в роли палача
  - Джон Висс в роли Чака
  - Джон Росс в роли помощника
  - Эйми Пик в роли Джилл
  - Уилл Гуффи в роли Смита
  - Фред Фогель в роли Чёрного
- Банкомат:
  - Дон Мур в роли банкира
  - Дуглас Белл в роли Туза
- Вскрытие:
  - Дориан К. Арнольд в роли доктора
- Измывающиеся:
  - Адриан Александр Д’Амико в роли Коупа
  - Дейв Далессандро в роли Джейка
  - Майкл Уитчерл в роли Касла
  - Джей Маттингли в роли Громера
- Возвращение домой:
  - Стивен Фогель в роли Эдди-крысы
  - Кай Питер в роли Зака
  - Джейсон Спенс в роли Хадсона
- Выкуп:
  - Харви Дэниэлс в роли Йована
  - Клод Мэроу в роли Сиделя
  - Клинт Браун в роли Дерона
  - Лэйси Флеминг в роли Джиннифер Митчелл

## Съёмочная группа
- Режиссёр:
  - Фред Фогель
  - Шелби Лин Фогель
  - Джерами Круз
- Автор сценария:
  - Фред Фогель
  - Дон Мур
  - Шелби Лин Фогель
  - Джерами Круз
- Продюсер:
  - Шелби Лин Фогель
  - Азиза
  - Роберт Лукас
  - Фред Фогель
  - Джерами Круз
- Композитор:
  - Die Toten Hosen (в титрах как Die Toten)
- Оператор:
  - Фред Фогель
  - Шелби Лин Фогель
  - Роберт Лукас
  - Адриан Александр Д’Амико
  - Дейв Далессандро
  - Майкл Уизерел
- Монтаж:
  - Джейсон Коллат
  - Джейми Локхарт
  - Рик Уэллер
- Художник-гримёр:
  - Джерами Круз
- Спецэффекты:
  - Джерами Круз
  - Отем Смит (в титрах как Отем Андерсон)
  - Линдси Клайндинст
  - Стивен Фогель
  - Фред Фогель
- Кастинг:
  - Шелби Лин Фогель
  - Фред Фогель
  - Азиза

### Остальные члены
- Производственная группа:
  - Бенджамин Райан
  - Стивен Фогель
  - Азиза
  - Роберт Лукас
  - Фред Фогель
  - Джерами Круз
  - Шелби Лин Фогель
  - Дон Мур
  - Энтони Мэттьюз
- Специалист по огнестрельному оружию:
  - Майкл Пакинда

## Критика и отзывы
Райан Дум из Arrow in the Head (рус. Стрела в голове) дал оценку «Коллекции убийств. Тому 1» 2/4 и написал: «В конце концов, я думаю, что это интересное упражнение, но я не знаю, делает ли это его хорошим фильмом. Это не тот тип фильма, который, как я подозреваю, большинство зрителей будет часто пересматривать, если вообще будет. Вместо этого это просто эксперимент, который люди выроют или нет, в зависимости от того, сколько насилия и крови они могут переварить без истории для контекста. Иногда очаровывало меня с определёнными сегментами, другие казались ненужными или преувеличенными. Но, возможно, это только мне». Джей Алан из Horror News (рус. Новости ужасов) похвалил спецэффекты, также назвав актёрскую игру «убедительно правдоподобной по большей части» и написав: «Поскольку фильм фокусируется на графической и тёмной природе смерти, он также вникает в человеческую психику и личности персонажей в течение небольшого заданного времени».